# Meenoploidea
Meenoploïdés
 (mars 2025).
Super-famille
Les Meenoploidea sont une superfamille d'insectes hémiptères du sous-ordre des Auchenorrhyncha.

## Systématique
Cette superfamille regroupe les familles suivantes :
- Kinnaridae Muir, 1925
- Meenoplidae Fieber, 1872